# Giải vô địch EuroHockey Nam 2023
Giải vô địch EuroHockey Nam 2023 là mùa giải thứ 19 của Giải vô địch EuroHockey Nam, giải vô địch khúc côn cầu trên cỏ quốc tế dành cho nam ở Châu Âu được tổ chức hai năm một lần bởi Liên đoàn khúc côn cầu châu Âu.
Giải đấu này được tổ chức cùng với giải đấu cùng tên dành cho nữ từ ngày 19 đến ngày 27 tháng 8 năm 2023 tại Warsteiner HockeyPark, ở Mönchengladbach, Đức.
Hà Lan, với tư cách là đội tuyển giành chức vô địch, đủ điều kiện tham dự Thế vận hội Mùa hè 2024, trong khi các đội khác ngoài xứ Wales và Pháp sẽ có cơ hội thứ hai tại Vòng loại Thế vận hội Khúc côn cầu FIH Nam 2024. Sáu đội xuất sắc nhất đủ điều kiện tham dự trực tiếp cho giải đấu tổ chức vào năm 2025, trong khi các đội xếp thứ bảy và thứ tám sẽ thi đấu ở Vòng loại Giải vô địch EuroHockey 2024. Trong trận chung kết, Hà Lan đánh bại Anh để giành chức vô địch lần thứ bảy.

## Vòng loại
Cùng với nước chủ nhà Đức, ba đội đứng đầu bảng tại Giải vô địch EuroHockey 2021 và bốn đội đầu bảng tại Vòng loại Giải vô địch EuroHockey 2022 đã tham gia giải đấu nam.
| Giải đấu vòng loại                | Ngày                   | Chủ nhà    | Số đội vượt qua | Đội tuyển vượt qua vòng loại |
| --------------------------------- | ---------------------- | ---------- | --------------- | ---------------------------- |
| Nước chủ nhà                      | 14 tháng 12 năm 2020   | —          | 1               | Đức                          |
| Giải vô địch EuroHockey 2021      | 4–12 tháng 6 năm 2021  | Amstelveen | 3               | Hà Lan · Bỉ · Anh            |
| Vòng loại Giải vô địch EuroHockey | 17–20 tháng 8 năm 2022 | Ourense    | 1               | Tây Ban Nha                  |
| Vòng loại Giải vô địch EuroHockey | 23–26 tháng 8 năm 2022 | Vienna     | 1               | Áo                           |
| Vòng loại Giải vô địch EuroHockey | 24–27 tháng 8 năm 2022 | Calais     | 1               | Pháp                         |
| Vòng loại Giải vô địch EuroHockey | 24–27 tháng 8 năm 2022 | Glasgow    | 1               | Wales                        |
| Total                             | Total                  | Total      | 8               |                              |

## Vòng sơ loại
Tất cả các giờ đều là giờ địa phương (UTC+2).

### Bảng A
| VT | Đội         | ST | T | H | B | BT | BB | HS  | Đ | Giành quyền tham dự |
| -- | ----------- | -- | - | - | - | -- | -- | --- | - | ------------------- |
| 1  | Bỉ          | 3  | 3 | 0 | 0 | 13 | 5  | +8  | 9 | Bán kết             |
| 2  | Anh         | 3  | 2 | 0 | 1 | 10 | 8  | +2  | 6 | Bán kết             |
| 3  | Tây Ban Nha | 3  | 1 | 0 | 2 | 9  | 9  | 0   | 3 |                     |
| 4  | Áo          | 3  | 0 | 0 | 3 | 1  | 11 | −10 | 0 |                     |

| 20 tháng 8 năm 2023 10:15 |

| Tây Ban Nha                                                              | 5–0     | Áo |
| ------------------------------------------------------------------------ | ------- | -- |
| González 24' · Miralles 26' · Vilallonga 27' · Menini 33' · Basterra 45' | Báo cáo |    |

| Trọng tài: Michael Dutrieux (BEL) Martin Madden (SCO) |

| 20 tháng 8 năm 2023 12:30 |

| Anh                         | 3–5     | Bỉ                                                               |
| --------------------------- | ------- | ---------------------------------------------------------------- |
| Bandurak 8', 26' · Ward 30' | Báo cáo | Ghislain 12' · Van Aubel 31', 32' · Luypaert 40' · Hendrickx 41' |

| Trọng tài: Erica Porter (IRE) Ben Göntgen (GER) |

| 21 tháng 8 năm 2023 13:15 |

| Anh                                   | 3–0     | Áo |
| ------------------------------------- | ------- | -- |
| Oates 36' · Albery 49' · Bandurak 57' | Báo cáo |    |

| Trọng tài: Laurine Delforge (BEL) Antonio Ilgrande (ITA) |

| 21 tháng 8 năm 2023 20:30 |

| Bỉ                                                            | 5–1     | Tây Ban Nha  |
| ------------------------------------------------------------- | ------- | ------------ |
| Ghislain 11' · Hendrickx 13', 48' · Van Aubel 18' · Onana 50' | Báo cáo | Basterra 42' |

| Trọng tài: Sean Edwards (ENG) Jonas van 't Hek (NED) |

| 23 tháng 8 năm 2023 10:00 |

| Bỉ                            | 3–1     | Áo          |
| ----------------------------- | ------- | ----------- |
| Hendrickx 5', 15' · Onana 25' | Báo cáo | Losonci 25' |

| Trọng tài: Martin Madden (SCO) Alison Keogh (IRE) |

| 23 tháng 8 năm 2023 12:15 |

| Tây Ban Nha                               | 3–4     | Anh                                             |
| ----------------------------------------- | ------- | ----------------------------------------------- |
| Gispert 12' · Basterra 35' · Miralles 40' | Báo cáo | Bandurak 28' · Gall 37' · Ward 40' · Sorsby 40' |

| Trọng tài: Jakub Mejzlík (CZE) Ben Göntgen (GER) |

### Bảng B
| VT | Đội     | ST | T | H | B | BT | BB | HS  | Đ | Giành quyền tham dự |
| -- | ------- | -- | - | - | - | -- | -- | --- | - | ------------------- |
| 1  | Đức (H) | 3  | 2 | 1 | 0 | 10 | 4  | +6  | 7 | Bán kết             |
| 2  | Hà Lan  | 3  | 2 | 0 | 1 | 14 | 4  | +10 | 6 | Bán kết             |
| 3  | Pháp    | 3  | 1 | 0 | 2 | 3  | 10 | −7  | 3 |                     |
| 4  | Wales   | 3  | 0 | 1 | 2 | 4  | 13 | −9  | 1 |                     |

| 19 tháng 8 năm 2023 15:30 |

| Hà Lan                                                  | 6–0     | Pháp |
| ------------------------------------------------------- | ------- | ---- |
| Pieters 18', 26' · Telgenkamp 23', 33' · Bijen 49', 50' | Báo cáo |      |

| Trọng tài: Michael Gholami-Eilmer (AUT) Sarah Wilson (SCO) |

| 19 tháng 8 năm 2023 18:00 |

| Đức                                            | 3–3     | Wales                               |
| ---------------------------------------------- | ------- | ----------------------------------- |
| Hellwig 25' · Windfeder 35' · T. Grambusch 45' | Báo cáo | Pritchard 42', 58' · G. Furlong 49' |

| Trọng tài: Sean Edwards (ENG) Rachel Williams (ENG) |

| 21 tháng 8 năm 2023 15:30 |

| Pháp              | 2–0     | Wales |
| ----------------- | ------- | ----- |
| Lockwood 33', 57' | Báo cáo |       |

| Trọng tài: Jakub Mejzlík (CZE) Coen van Bunge (NED) |

| 21 tháng 8 năm 2023 18:00 |

| Đức                                  | 3–0     | Hà Lan |
| ------------------------------------ | ------- | ------ |
| Weigand 2' · Wellen 5' · Hellwig 28' | Báo cáo |        |

| Trọng tài: Dan Barstow (ENG) Martin Madden (SCO) |

| 23 tháng 8 năm 2023 17:15 |

| Hà Lan                                                                                    | 8–1     | Wales     |
| ----------------------------------------------------------------------------------------- | ------- | --------- |
| Telgenkamp 6', 7' · Bijen 25', 47' · Pieters 32' · Van Dam 43' · Croon 46' · Brinkman 49' | Báo cáo | Kelly 20' |

| Trọng tài: Antonio Ilgrande (ITA) Céline Martin-Schmets (BEL) |

| 23 tháng 8 năm 2023 19:30 |

| Pháp       | 1–4     | Đức                                                        |
| ---------- | ------- | ---------------------------------------------------------- |
| Masson 26' | Báo cáo | M. Grambusch 24' · Windfeder 31' · Peillat 39' · Prinz 42' |

| Trọng tài: Sean Edwards (ENG) Jonas van 't Hek (NED) |

## Phân loại hạng năm đến hạng tám
Số điểm có được ở vòng sơ loại giành được từ những đội khác đã được chuyển sang.
| VT | Đội         | ST | T | H | B | BT | BB | HS | Đ |
| -- | ----------- | -- | - | - | - | -- | -- | -- | - |
| 5  | Pháp        | 3  | 3 | 0 | 0 | 8  | 4  | +4 | 9 |
| 6  | Tây Ban Nha | 3  | 2 | 0 | 1 | 10 | 5  | +5 | 6 |
| 7  | Áo          | 3  | 1 | 0 | 2 | 7  | 10 | −3 | 3 |
| 8  | Wales       | 3  | 0 | 0 | 3 | 4  | 10 | −6 | 0 |

| 25 tháng 8 năm 2023 11:30 |

| Áo                                                        | 4–1     | Wales         |
| --------------------------------------------------------- | ------- | ------------- |
| Kaltenböck 8' · Winkler 22' · Unterkircher 32' · Bele 52' | Báo cáo | G. Furlong 9' |

| Trọng tài: Jonas van 't Hek (NED) Michael Dutrieux (BEL) |

| 25 tháng 8 năm 2023 14:30 |

| Tây Ban Nha  | 1–2     | Pháp                         |
| ------------ | ------- | ---------------------------- |
| Iglesias 32' | Báo cáo | Martin-Brisac 2' · Goyet 59' |

| Trọng tài: Martin Madden (SCO) Jakub Mejzlík (CZE) |

| 26 tháng 8 năm 2023 18:15 |

| Tây Ban Nha                                     | 4–3     | Wales                                |
| ----------------------------------------------- | ------- | ------------------------------------ |
| Basterra 34' · Pa. Cunill 39', 60' · Menini 43' | Báo cáo | G. Furlong 32', 58' · Hutchinson 57' |

| Trọng tài: Coen van Bunge (NED) Michael Gholami-Eilmer (AUT) |

| 27 tháng 8 năm 2023 10:00 |

| Pháp                                      | 4–3     | Áo                             |
| ----------------------------------------- | ------- | ------------------------------ |
| Tynevez 14', 20', 47' · Martin-Brisac 40' | Báo cáo | Körper 5', 23' · Thörnblom 18' |

| Trọng tài: Michael Dutrieux (BEL) Laurine Delforge (BEL) |

## Phân loại hạng nhất đến hạng tư

### Sơ đồ
|  | Bán kết      | Bán kết |               |       | Chung kết | Chung kết |
|  |              |         |               |       |           |           |
|  | 25 tháng 8   |         |               |       |           |           |
|  |              |         |               |       |           |           |
|  | Bỉ           | 2       |               |       |           |           |
|  | Bỉ           | 2       | 27 tháng 8    |       |           |           |
|  | Hà Lan       | 3       |               |       |           |           |
|  | Hà Lan       | 3       | Hà Lan        | 2     |           |           |
|  | 25 tháng 8   |         | Hà Lan        | 2     |           |           |
|  |              | Anh     | 1             |       |           |           |
|  | Đức          | Anh     | 1             | 0 (4) |           |           |
|  | Đức          |         |               | 0 (4) |           |           |
|  | Anh (p.s.o.) | 0 (5)   |               |       |           |           |
|  | Anh (p.s.o.) | 0 (5)   | Tranh hạng ba |       |           |           |
|  |              |         |               |       |           |           |
|  | 27 tháng 8   |         |               |       |           |           |
|  |              |         |               |       |           |           |
|  | Bỉ           | 2       |               |       |           |           |
|  | Bỉ           | 2       |               |       |           |           |
|  | Đức          | 0       |               |       |           |           |

### Bán kết
| 25 tháng 8 năm 2023 19:00 |

| Bỉ                         | 2–3     | Hà Lan                                      |
| -------------------------- | ------- | ------------------------------------------- |
| Denayer 2' · Van Aubel 40' | Báo cáo | De Geus 34' · Brinkman 38' · Telgenkamp 57' |

| Trọng tài: Ben Göntgen (GER) Dan Barstow (ENG) |

| 25 tháng 8 năm 2023 21:15 |

| Đức                                               | 0–0     | Anh                                          |
| ------------------------------------------------- | ------- | -------------------------------------------- |
|                                                   | Báo cáo |                                              |
| Loạt luân lưu                                     |         |                                              |
| Wellen · H. Müller · Prinz · Große · M. Grambusch | 4–5     | Albery · Wallace · Williamson · Roper · Ames |

| Trọng tài: Coen van Bunge (NED) Sarah Wilson (SCO) |

### Tranh hạng ba và bốn
| 27 tháng 8 năm 2023 12:30 |

| Bỉ                        | 2–0     | Đức |
| ------------------------- | ------- | --- |
| Onana 15' · Van Aubel 29' | Báo cáo |     |

| Trọng tài: Sean Edwards (ENG) Dan Barstow (ENG) |

### Chung kết
| 27 tháng 8 năm 2023 15:00 |

| Hà Lan                        | 2–1     | Anh      |
| ----------------------------- | ------- | -------- |
| De Vilder 9' · Telgenkamp 37' | Báo cáo | Ward 47' |

| Trọng tài: Ben Göntgen (GER) Sarah Wilson (SCO) |

## Thống kê và giải thưởng

### Bảng xếp hạng cuối cùng
| VT | Đội         | Giành quyền tham dự                        |
| -- | ----------- | ------------------------------------------ |
| 1  | Hà Lan      | Thế vận hội Mùa hè 2024                    |
| 2  | Anh         | Giải đấu vòng loại Thế vận hội Mùa hè 2024 |
| 3  | Bỉ          | Giải đấu vòng loại Thế vận hội Mùa hè 2024 |
| 4  | Đức (H)     | Giải đấu vòng loại Thế vận hội Mùa hè 2024 |
| 5  | Pháp        |                                            |
| 6  | Tây Ban Nha | Giải đấu vòng loại Thế vận hội Mùa hè 2024 |
| 7  | Áo          | Giải đấu vòng loại Thế vận hội Mùa hè 2024 |
| 8  | Wales       |                                            |

1. ↑  Pháp đã đủ điều kiện tham dự Thế vận hội với tư cách là nước chủ nhà.
2. ↑  Xứ Wales không đủ điều kiện tham dự Thế vận hội.

### Cầu thủ ghi bàn
Đã có 96 bàn thắng ghi được trong 20 trận đấu, trung bình 4.8 bàn thắng mỗi trận đấu.
6 bàn thắng
- Duco Telgenkamp

5 bàn thắng
- Florent Van Aubel
- Alexander Hendrickx

4 bàn thắng
- Nick Bandurak
- Koen Bijen
- José Basterra
- Gareth Furlong

3 bàn thắng
- Nelson Onana
- Samuel Ward
- Etienne Tynevez
- Terrance Pieters

2 bàn thắng
- Michael Körper
- William Ghislain
- Simon Martin-Brisac
- Viktor Lockwood
- Malte Hellwig
- Lukas Windfeder
- Pau Cunill
- Joaquín Menini
- Marc Miralles
- Jack Pritchard

1 bàn thắng
- Alexander Bele
- Fülöp Losonci
- Peter Kaltenböck
- Leon Thörnblom
- Fabian Unterkircher
- Josef Winkler
- Felix Denayer
- Loïck Luypaert
- James Albery
- James Gall
- James Oates
- Tom Sorsby
- François Goyet
- Charles Masson
- Mats Grambusch
- Tom Grambusch
- Gonzalo Peillat
- Thies Prinz
- Justus Weigand
- Niklas Wellen
- Justen Blok
- Thierry Brinkman
- Jorrit Croon
- Thijs van Dam
- Jonas de Geus
- Derck de Vilder
- Xavier Gispert
- Enrique González
- Álvaro Iglesias
- Rafael Vilallonga
- Dale Hutchinson
- Stephen Kelly

Nguồn: FIH

### Giải thưởng
Các giải thưởng sau đây đã được trao khi kết thúc giải đấu.
| Giải thưởng               | Vận động viên   |
| ------------------------- | --------------- |
| Cầu thủ xuất sắc nhất     | Teo Hinrichs    |
| Vua phá lưới              | Duco Telgenkamp |
| Thủ môn xuất sắc nhất     | Jean Danneberg  |
| Cầu thủ trẻ xuất sắc nhất | Duco Telgenkamp |